# Luo-che (přítok Žluté řeky)
Luo-che (čínsky pchin-jinem 'Luò Hé', znaky 洛河) je řeka na území provincií Che-nan a Šen-si v Čínské lidové republice. Je 421 km dlouhá. Povodí má rozlohu 19 200 km².

## Průběh toku
Pramení na severních svazích horského hřbetu Čchin-ling. Na dolním toku protéká Velkou čínskou rovinou. Je pravým přítokem Žluté řeky.

## Vodní režim
Zdrojem vody jsou především dešťové srážky. V létě dochází k povodním. Průměrný průtok vody v blízkosti ústí činí přibližně 102 m³/s a průměrná kalnost je 7.1 kg/m³.

## Využití
Na dolním toku leží město Luo-jang.